# Dyspessa alpherakyi
Dyspessa alpherakyi is een vlinder uit de familie van de Houtboorders (Cossidae). De wetenschappelijke naam van deze soort is voor het eerst voorgesteld als Endagria alpherakyi door Hugo Theodor Christoph in een publicatie uit 1885.
De soort komt voor in Georgië, Armenië, Azerbaidzjan en Iran.